# Tsushima (Aichi)
Tsushima è una città giapponese della prefettura di Aichi.